# ファイアスターター (小説)
『ファイアスターター』 (Firestarter) は、スティーブン・キングが1980年9月に発表したSF小説。『炎の少女チャーリー』として映画化されている。
日本語訳は深町眞理子の翻訳で、1982年9月に新潮文庫より上下巻で発売された。

## あらすじ
アンディとヴィッキーは、大学在学中に「ロト・シックス」と呼ばれる新薬の被験のアルバイトに参加して知り合った。その新薬は、アンディには相手の精神に働きかけて彼の言葉を自発的な思い付きとして刷り込む催眠術（アンディはそれを「押す」 (the push) と呼んだ）を、ヴィッキーには弱い念力を、そしてアンディとヴィッキー双方で通じる弱いテレパシーを発現させた。2人の超能力はごく弱いもので、アンディの場合は何回も「押し」ていると片頭痛を引き起こし、ヴィッキーの場合は隣の部屋で点きっぱなしのテレビの電源スイッチを切るくらいはできるが、上手くいかないことも度々ある程度だった。
アンディとヴィッキーは結婚し、チャーリーが生まれた。チャーリーは2人と違い、何の制約もなくパイロキネシスを使うことができた。2人は、チャーリーにトイレットトレーニングと同じように、人前でみだりに自分の超能力を披露しないように躾けることに成功した。
一家は「店」（ザ・ショップ）と呼ばれる政府諜報機関の下部組織の監視下で平和な日常を送っていた。ある日、組織の監視員の勘違いからアンディとチャーリーが逃亡を謀ったと判断され、ヴィッキーが拷問の末に殺害される。チャーリーとアンディは本当に逃亡を始めた。
逃亡の途中、アーヴ・マンダーズという農夫の車に乗せてもらった縁で2人は、マンダーズ農場に匿ってもらい親切にされる。心を許したアンディもマンダーズに真実を話した。やがて「店」がマンダーズ農場の屋敷を訪れる。アーヴは「店」に逆らうが、「店」が実力行使に出ようとしたときにチャーリーの能力が暴走し、屋敷は燃え上がってしまう。「店」の退却をよそに、チャーリーは自分の行為の怖ろしさを感じてもう二度と力は使わないと決心するが、アーヴはそれを否定して「『ぜったいできない』と言う人間に、やるべき義務を負わせることが神様は何よりも好きだから、精一杯、力を尽くすのだ」と諭す。
しかし、マンダーズ農場の一件から「店」はチャーリーの能力に注目した。「店」の幹部、“キャップ”ことホリスターはレインバードを呼び出し、親子の捕獲を命じた。隠れ家の別荘を奇襲された親子は捕まってしまい、「店」の本部にて軟禁生活を送ることになる。その結果、アンディは投薬によって怠惰で無気力な状態に陥り、チャーリーは心を閉ざしてしまう。

## 主な登場人物
アンドルー・マッギー
通称アンディ。主人公。新薬の実験の結果、「押す(the push)」ことで相手を自分の思う通りに動かす超能力を持つようになった。
ヴィクトリア・トムリンソン
アンディと同時に新薬実験に参加し、弱い念力（隣の部屋からテレビの電源スイッチをOFFにすることはできるが、うまくいかないこともある程度）を持つようになった。その後、アンディと結婚。娘、チャーリーをもうける。
シャーリーン・ロバータ・マッギー
愛称はチャーリー。アンディとヴィッキーの娘。パイロキネシスを使える。
キャプテン・ジェームス・ホリスター
「店」の幹部。通称キャップ。
ジョン・レインバード
「店」のエージェント。チェロキー族の血を引く大男。ベトナム帰還兵。二目と見られぬ醜貌をした物静かな男。
ジョーゼフ・ウォンレス
「店」の科学者、新薬「ロト・シックス」実験の責任者。
ハーマン・ピンチョット
「店」に捕えられたアンディのテスト責任者の医者。アンディに「押され」た結果、嫁の下着を身に着けディスポーザーに腕を突っ込んで自殺した。
アーヴ・マンダーズ、ノーマ・マンダーズ
逃亡中のアンディとチャーリーを匿った40代半ばの農夫夫妻。

## 書籍情報
- 新潮文庫
  - 表紙画は味戸ケイコ
  - 上 1982年9月 ISBN 978-4102193013
  - 下 1982年9月 ISBN 978-4102193020

## 映画
- 『炎の少女チャーリー』。1984年公開、主演はドリュー・バリモア。
- 『炎の少女チャーリー』。2022年公開、主演はザック・エフロン。